# فرايفونك
فرايفونك مبادرة غير تجارية في الدول الناطقة بالألمانية تنحدر جذورها من مدينة برلين. تكرس هذه المبادرة عملها لإنشاء وإدارة شبكات الحاسوب المحلية المنظمة بشكل ذاتي كشبكة حرة للاتصال اللاسلكي. تتمثل أهداف هذه المبادرة في التصدي للمراقية بأكبر قدر ممكن وتشجيع الاتصالات المحلية والبنيات اللامركزية، مع ضمان إخفاء الهوية والتحرر من قيود المراقبة. تمارس شبكة فرايفونك عملها وفق بنود اتفاقية Picopeering  التي تسعى لضمان شبكة خالية من التمييز (حيادية الشبكة).

## التقنية
كما هو الشأن بالنسبة للعديد من الشبكات الحرة للاتصال اللاسلكي المركزي، فإن شبكة فرايفونك تستخدم تقنية الشبكات المتداخلة، حيث تتواصل الموجهات المشاركة فيما بينها داخل الشبكة المتداخلة من خلال برنامج ملائم. في حالة توقف إحدى الموجهات عن العمل، فإن البرنامج يحدد تلقائياً الموجهات التي ستمر عبرها حزم البيانات لبلوغ الهدف المقصود. في شبكة فرايفونك، تُنجَزُ هذه المهمة من قبل برنامج ثابت يرتكز عادة على OpenWrt وعلى برمجيات حرة أخرى. يختلف نمط تنفيذ البرنامج الثابت باختلاف المكونات المادية والبروتوكولات المستخدمة من قبل المجموعات المحلية (مثلاً OLSR وB.A.T.M.A.N).

## تاريخ الشبكة
في شهر أبريل من عام 2000، ستحاول مجموعتي Consume وfree2air إنشاء شبكات حرة في مدينة لندن بشكل مستقل عن بعضهما البعض. وفي هذا الإطار، فقد تم عقد اتفاقيات ووضع قواعد ملائمة في إطار ورشات عمل مسماة بـ Consume Clincs، حتى يتم تنسيق الاتصالات على الصعيدين المحلي والوطني.
في الثاني عشر والثالث عشر من أكتوبر 2002، نظمت مؤسسة bootlab بمدينة برلين ورشة عمل عن الشبكات اللاسلكية الحرة في برلين ولندن في إطار مؤتمر Urban Drift. وقد أسفرت هذه الورشة التي عقدت تحت عنوان BerLon عن تبني اتفاقية Picopeering التي تعنى بأسس إنشاء الشبكات الحرة، حيث تتناول في تفاصيلها كيفية تنظيم حركة البيانات عبر الأجهزة الخارجية. خلال فترة انعقاد الورشة، اتفق بعض الحاضرون أيضاً على عقد لقاءات منتظمة في برلين لإنشاء شبكة حرة للاتصال اللاسلكي الحر. وقد تولد عن هذا الاتفاق لقاء أسبوعي منتظم ينعقد كل أربعاء تحت اسم ويفلوتن wavelöten، كما تم وضع اللبنة الأولى لموقع الشبكة باللغة الألمانية فرايفونك.net.
في شتنبر من عام 2003، قام بعض الناشطون بتأسيس جمعية Förderverein Freie Netzwerke الخيرية لدعم البنيات التحتية للاتصالات بشكل مادي ومعنوي.
وقد وضعت الفكرة حيز التطبيق على شكل برنامج سهل التثبيت لموجهات WLAN الاعتيادية، مما ساهم في نجاح المبادرة بشكل كبير في السنوات الموالية.
في سنة 2012، حظي ناشطو شبكة فرايفونك باهتمام كبير بفضل مشروع Freedom Fighter Box. وهو مشروع يعارض تحميل المسؤولية لصاحب الشبكة (Störerhaftung) عن أفعال أي أطراف ثالثة قد تستخدم شبكته اللاسلكية في حالة عدم حمايتها بشكل كاف. مما قد يؤدي إلى إلحاق أضرار مادية بصاحب الشبكة جراء تلقيه لعقوبات مالية. انعدام الوضوح على هذا الصعيد أدى إلى إغلاق نقاط الولوج للشبكات اللاسلكية بشكل متزايد (في المقاهي أو الأماكن العمومية مثلاً). علبة Freedom Fighter Box المهداة من قبل ناشطي فرايفونك عبارة عن موجه WLAN مهيء لنقل البيانات من الشبكة اللاسلكية المفتوحة إلى الإنترنت عبر مزود VPN سويدي.
في أكتوبر من عام 2012، قررت مؤسسة الإعلام المحلية Medienanstalt Berlin-Brandenburg دعم مجموعة فرايفونك في مدينة برلين يمبلغ مالي قدره ثلاثون ألف يورو لإنشاء شبكة فقارية للاتصال اللاسلكي الحر. منذ سنة 2013، يتولى ناشطو الشبكة إدارة عدة مواقع، سواء كان ذلك بالمباني العمومية، أو بمباني البلدية، أو بالكنائس والمنازل الخاصة.

## روابط إلكترونية
- موقع فرايفونك.net مع ويكي
- الاتصال اللاسلكي الحر ـ تقنية بديلة للاتصال المركزي.
- شبكة فرايفونك للاتصال اللاسلكي الحر ـ المواصفات التقنية وكيفية ربط المُوَجّه بالشبكة.